# Oxford High School
Pour les articles homonymes, voir Oxford High School (Michigan).
Oxford High School est une école de jour indépendante pour filles fondée à Oxford en Angleterre, par le Girls' Day School Trust en 1875.

## Histoire
L'école ouvre ses portes le 3 novembre 1875. Il accueille vingt-neuf élèves sous la responsabilité de trois enseignantes et la direction d'Ada Benson, au 16 St Giles' Street, dans le centre d'Oxford. Il s'agit de la neuvième école ouverte par la Girls 'Public Day School Company. L'école s'installe ensuite au 38 St Giles' Street en 1879 puis au 21 Banbury Road au début de 1881, dans un bâtiment conçu par l'architecte Thomas Graham Jackson, sous la direction de Matilda Ellen Bishop. Rosalind Brown, ancienne élève de Girton College, est directrice de 1902 à 1932.
L’école s'installe dans ses bâtiments actuels sur Belbroughton Road en 1957. Elle accueille des élèves depuis la maternelle jusqu'au Sixth Form (années pré-universitaires)
Les filles du lycée sont divisées en quatre maisons, chacune nommée d'après une divinité grecque ancienne : 
- Zeus (vert)
- Arès (bleu)
- Athéna (jaune)
- Poséidon (rouge)

## Directrices et directeurs
- Ada Benson 1875-1879
- Matilda Ellen Bishop 1879-1887[5]
- Lucy Soulsby 1887-1897[6]
- Edith Marion Leahy 1898-1902
- Rosalind Brown 1902-1932[7]
- Margaret Gale 1932-1936
- Violet Evelyn Stack 1937-1959
- M.E. Ann Hancock 1959-1966
- Mary Warnock 1966-1972
- Elaine Kaye 1972-1981
- Joan Townsend 1981-1996
- Felicity Lusk 1997-2010[8]
- Judith Carlisle 2011-2016[9]
- Philip Hills 2017-2019[10]

## Anciennes élèves
- Lucy Gordon, actrice / modèle
- Verena Holmes, ingénieure
- Harriet Hunt, maître international d'échecs
- Elizabeth Irving, actrice et fondatrice de la campagne Keep Britain Tidy
- Elizabeth Jennings, poète
- Frances Kirwan, mathématicienne
- Rose Macaulay, romancière
- Miriam Margolyes, actrice[11]
- Eileen Power, historienne économiste et médiéviste
- Maggie Smith, actrice